# Франкен, Франс (Младший)
Франс Франкен Второй, или Младший (нидерл. Frans Francken (II), 1581, Антверпен — 6 мая 1642, Антверпен) — фламандский живописец и рисовальщик эпохи барокко. Прославился небольшими и изящными кабинетными картинами на исторические, мифологические и аллегорические сюжеты. Он самый известный и самый продуктивный член большой семьи потомственных художников Фландрии XVI и XVII веков.

## Биография
Франс Франкен Младший был выходцем из известной семьи художников, с традициями, относящимися к первой половине XVI столетия. Он был третьим сыном живописца Франса Франкена Старшего (1542—1616), в связи с чем вплоть до 1616 года добавлял к своим картинам подпись: «Младший».

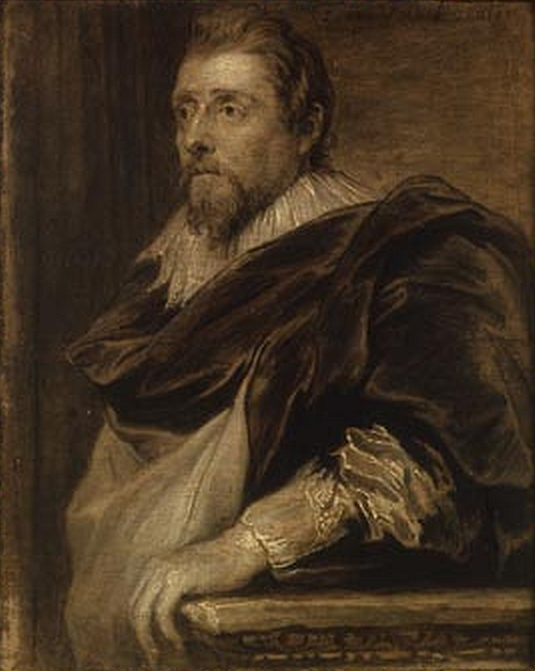
А. Ван Дейк. Портрет Франса Франкена Младшего. Между 1627 и 1641. Дерево, масло, гризайль. Боутон-хаус, Нортгемптоншир, Англия

Франс Младший вместе с братом Иеронимом Франкеном Вторым, возможно, также получил дополнительное обучение в мастерской своего дяди Иеронима Франкена Первого в Париже. Вероятно, сначала он работал в семейной мастерской, прежде чем стал в 1605 году независимым мастером в антверпенской Гильдии святого Луки. В 1616 году он стал деканом гильдии. Его талант был признан рано, в 1607 году ему удалось купить дом в центре города и он сумел организовать большую мастерскую, где было сделано множество копий его оригинальных композиций.
8 ноября 1607 года Франкен женился на Элизабет Плаке «с особого разрешения епископа». Возможно, это было связано с тем, что их первенец родился до конца 1607 года. Сыну дали то же имя, что и его отцу и деду. Он стал известен как Франс Франкен Третий, а как художник позднее получил прозвание «Рубенс Франкен». У четы Франкен родились ещё трое мальчиков и пять девочек. Один из них, Иероним, также стал живописцем.
Среди учеников Франса Франкена Младшего были Даниэль Хагенс, монограммист Н.Ф., его брат Иероним Франкен Второй и его сын Франс Франкен Третий.

## Творчество
Франс Франкен Младший создал большое количество небольших кабинетных картин на исторические, аллегорические, мифологические и библейские сюжеты. Был также популяризатором некоторых новых тем и сюжетов во фламандской живописи, например развивал живопись бытового жанра, вводил в свои композиции некоторых «новых» для современников животных, например — обезьян:«сенжери» (фр. singerie — обезьяничанье)."Обезьянью" тему затем развил в своих работах Давид Тенирс Младший).
Также Франс писал «картины-кунсткамеры», «картины галерей», или «картины художественной комнаты» (galerijschilderijen, kunstkamerschilderijen), наподобие живописных кунсткамер, которые демонстрировали процветание владельца через изображение разных сокровищ и раритетов его коллекций.
В индивидуальном стиле Франса Младшего ценители искусства видят соединение традиций живописи Бернара ван Орлея и Франса Флориса или Питера Брейгеля Старшего и новаций Мартена де Воса и Рубенса.
Франс Франкен Младший также сотрудничал в различных художественных работах с другими живописцами, например с Тобиасом Верхахтом и Абрахамом Говартсом. В поздний период создал ряд алтарных картин. Одной из лучших работ Франкена Младшего считается «Распятие» (1606), хранящееся в венском дворце Бельведер.
Франкен также создал серию картин с ведьмами и колдовством, в том числе изображения шабашов ведьм.
Франс Франкен часто сотрудничал с мастерами натюрморта, такими как Андрис Даниелс, Ян Брейгель Старший и Младший и Филипс де Марлье, при создании особого рода композиций «картин с цветочными гирляндами» (нидерл. bloemenslingerschilderijen): вокруг фигурной композиции или портрета художник писал гирлянды из цветов. Своеобразный жанр картин-гирлянд был вдохновлён культом Девы Марии «Розария», распространённым при дворе австрийских Габсбургов (правивших в то время Южными Нидерландами) и в Антверпене в целом в период Контрреформации. Картины с гирляндами обычно представляли собой результат сотрудничества мастеров натюрморта и художников «фигуристов».
Цветочные гирлянды писали многие известные нидерландские живописцы: Бальтазар ван дер Аст, Питер ван Авонт, Абрахам Брейгель, Амброзиус Брейгель, Амброзиус Босхарт, Даниэль Зегерс, Симон де Вос, Александер Коземанс, Ян Давидс де Хем, Йоханнес Херманс.
В санкт-петербургском Эрмитаже имеется пять картин Франса Франкена Второго и ещё несколько условно атрибутируемых мастерской, или школе мастера.

## Галерея

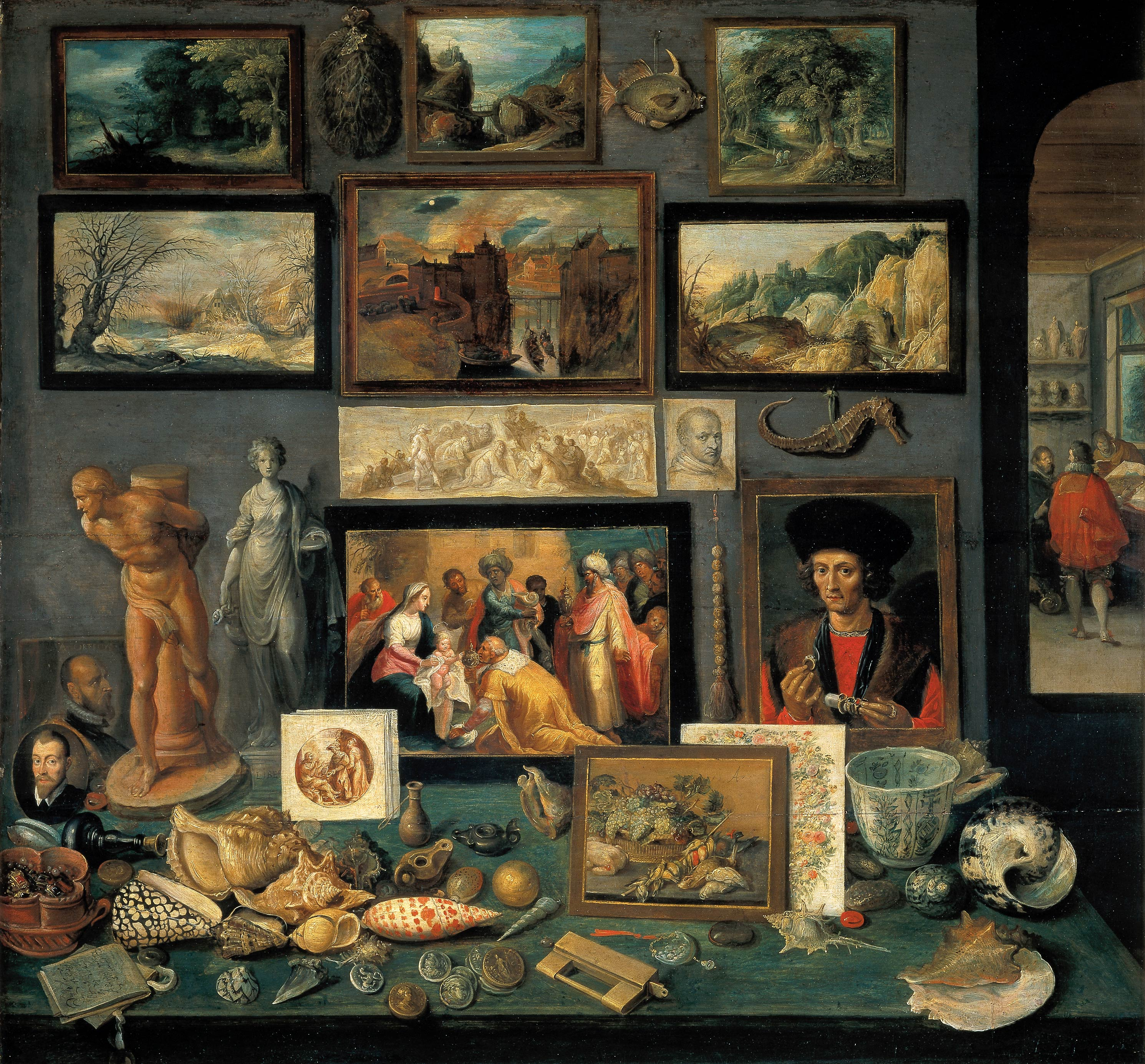
Кунсткамера. 1636. Дерево, масло. Музей истории искусств, Вена
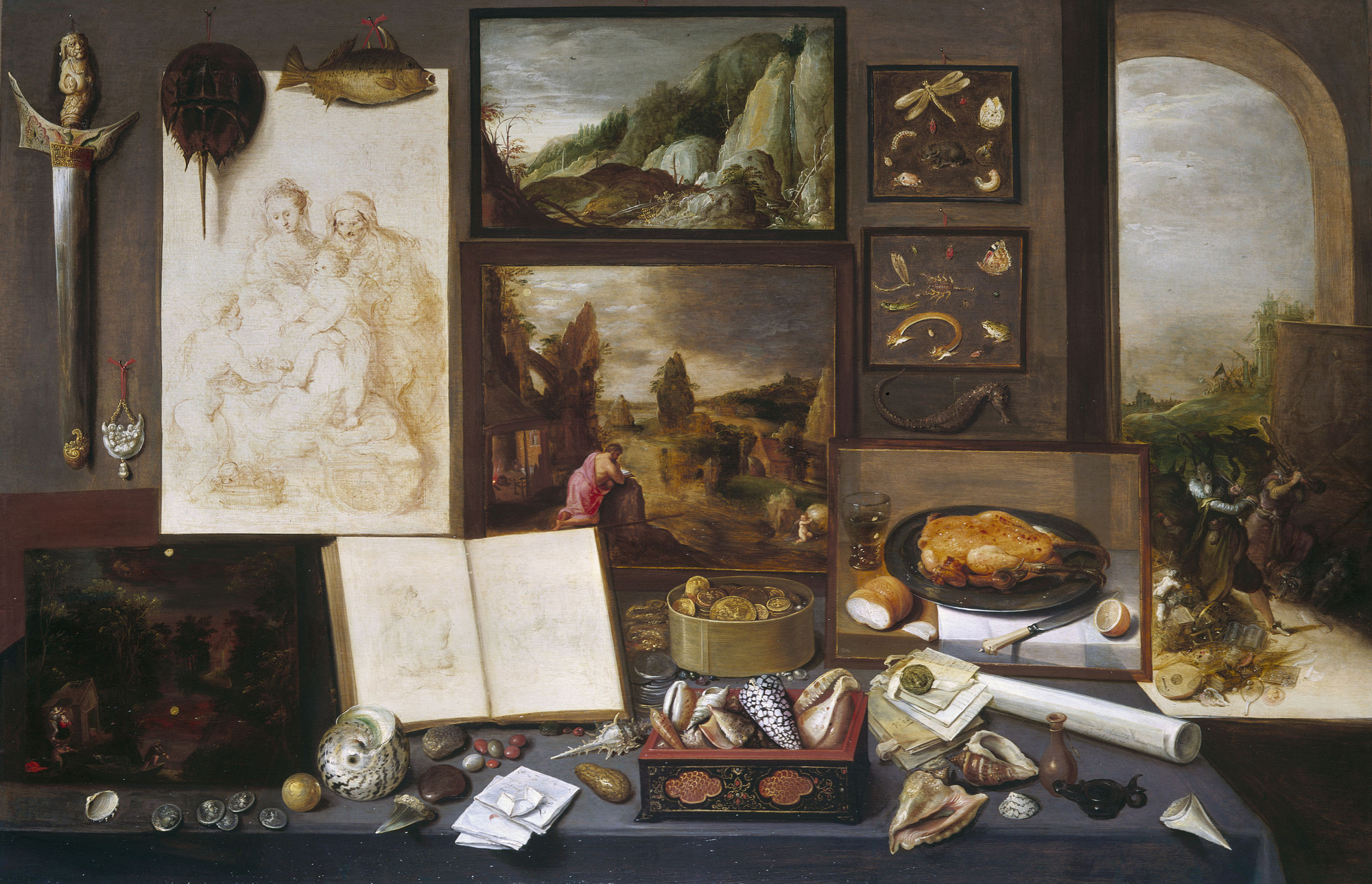
Комната коллекционера. 1617. Дерево, масло. Королевская коллекция, Великобритания
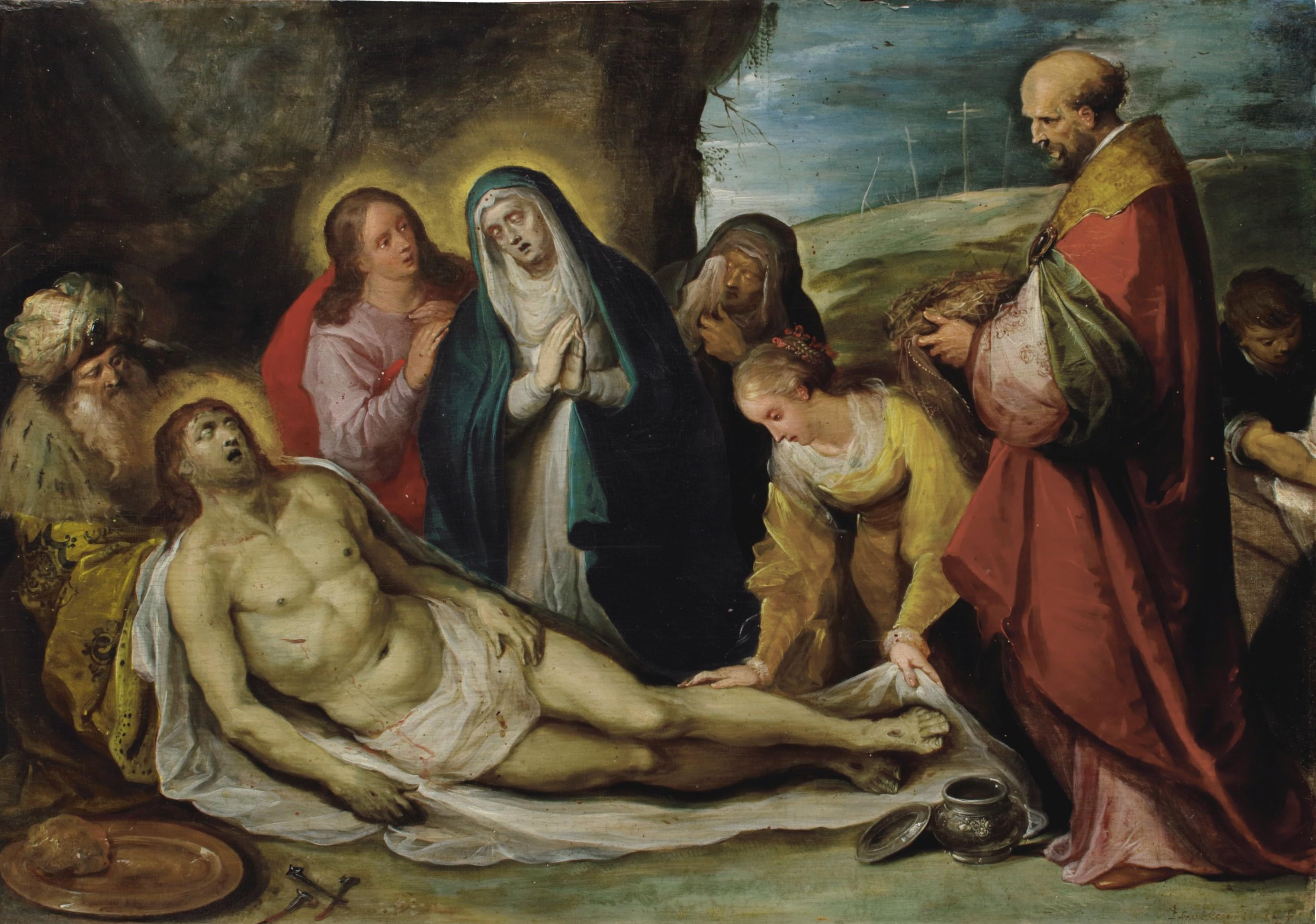
Оплакивание Христа. Между 1615 и 1620. Дерево, масло. Частное собрание
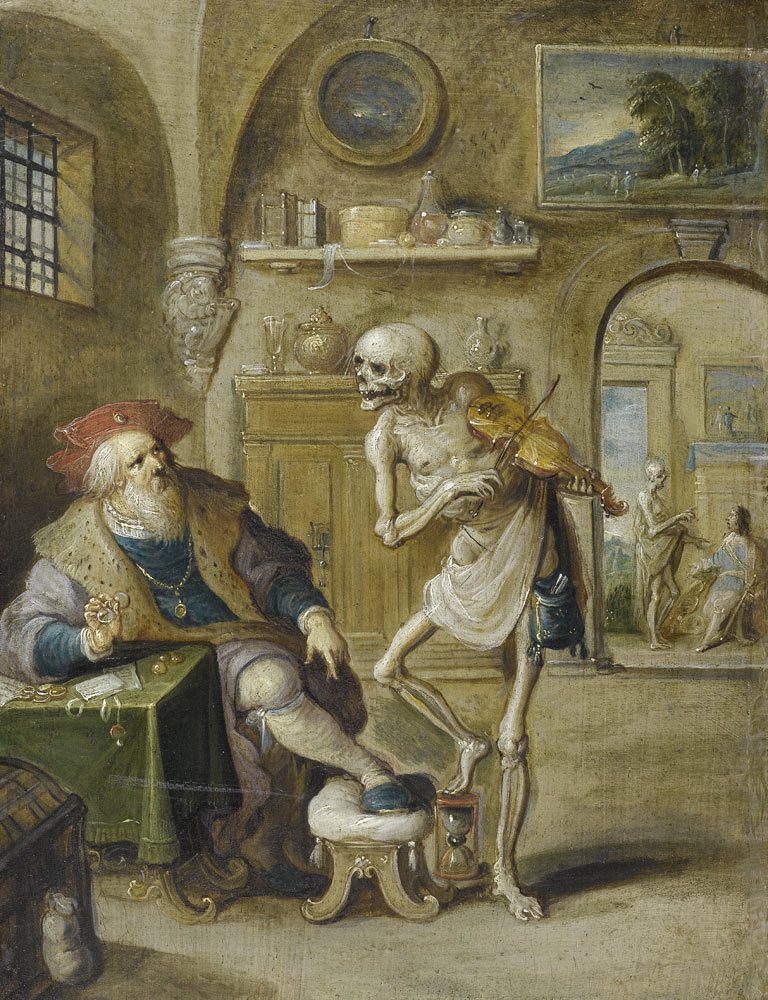
Смерть, играющая на скрипке (Смерть и ростовщик). Ок. 1625. Дерево, масло. Государственный Эрмитаж, Санкт-Петербург
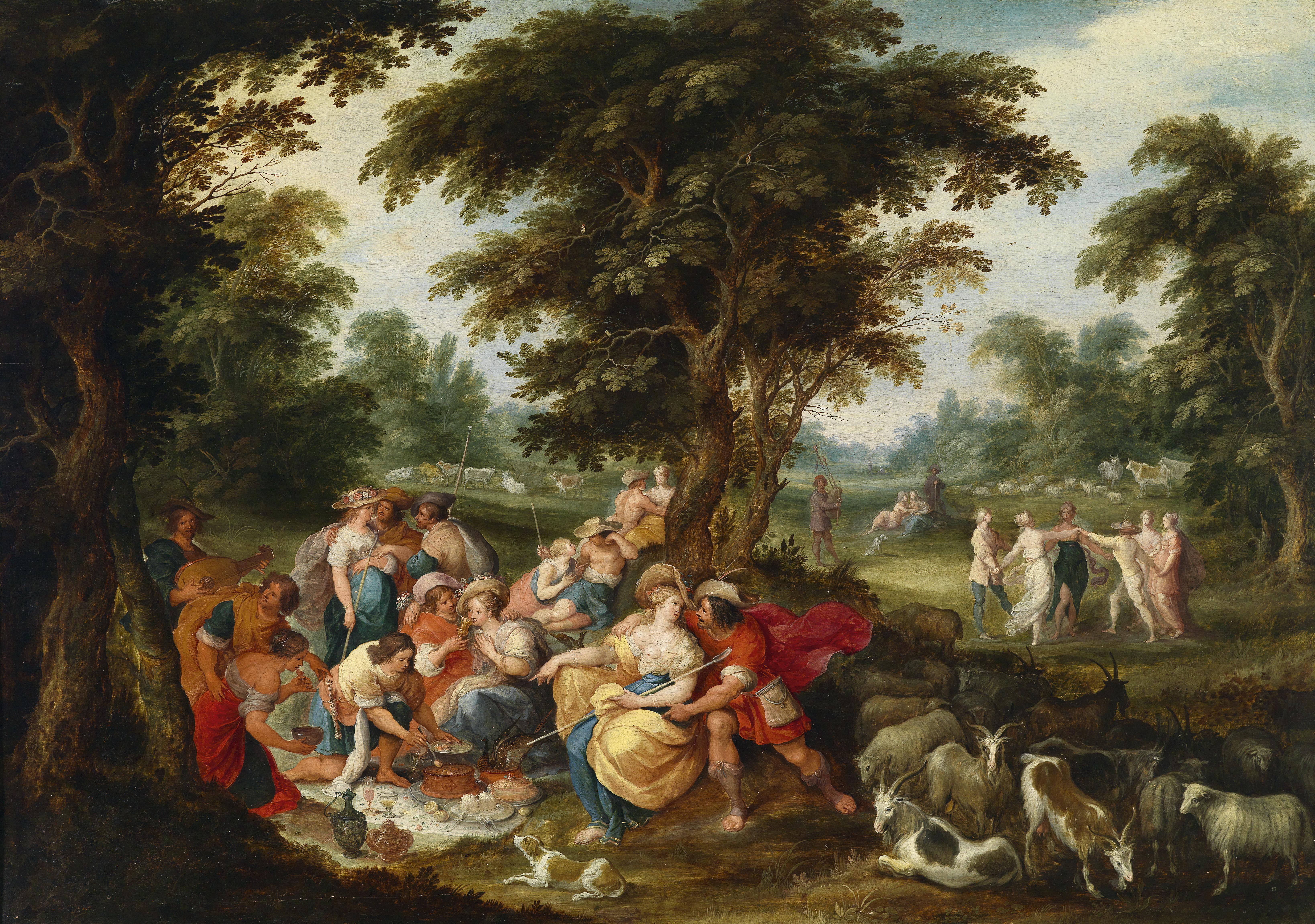
Ф. Франкен Второй, Амброзиус Франкен Второй, А. Говартс, Йорданс Ханс	Третий, А. Кейринкс. Аркадия — Золотой век. Дерево, масло. Местонахождение неизвестно
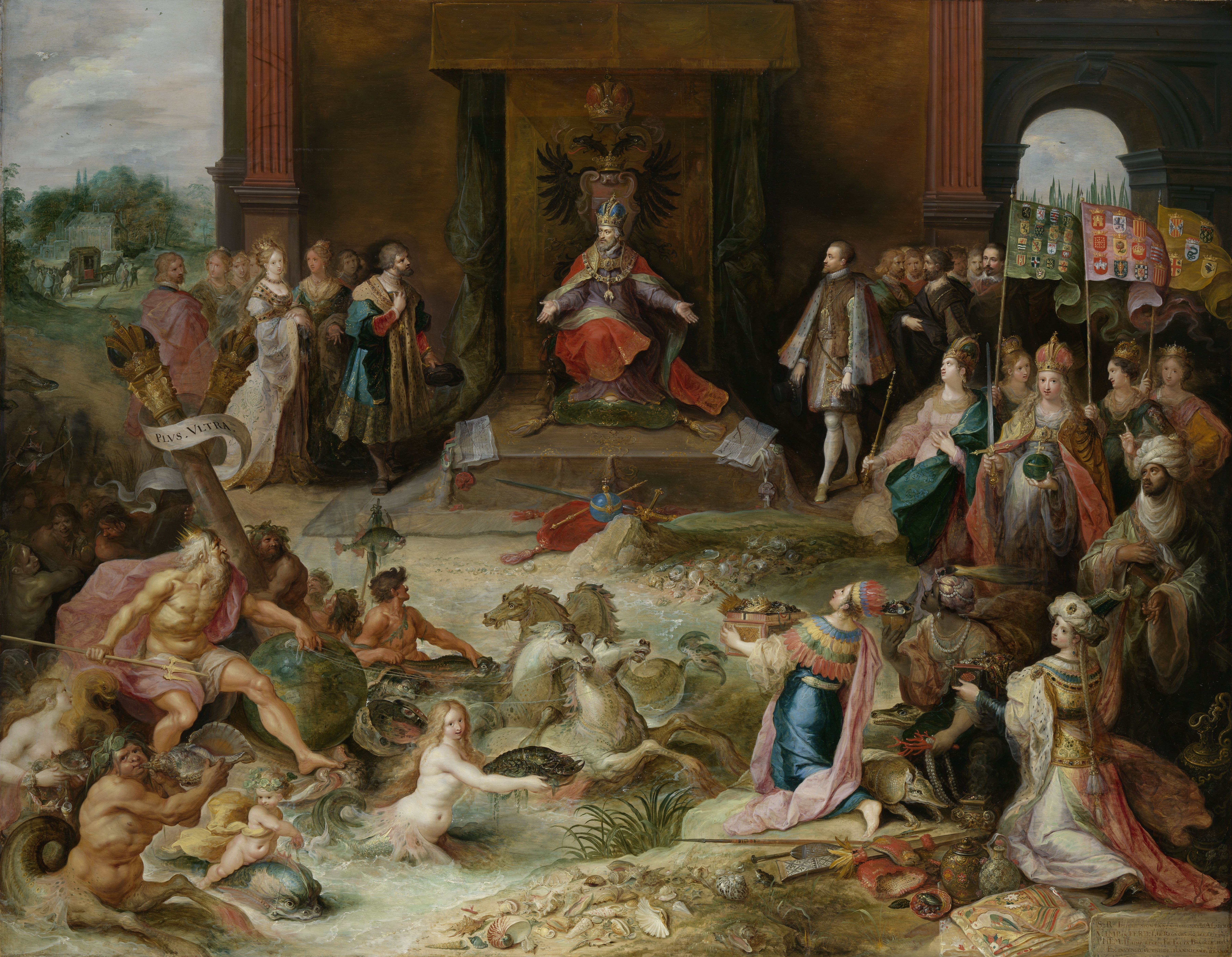
Аллегория отречения императора Карла V в Брюсселе. Ок. 1635. Дерево, масло. Рейксмюсеум, Амстердам
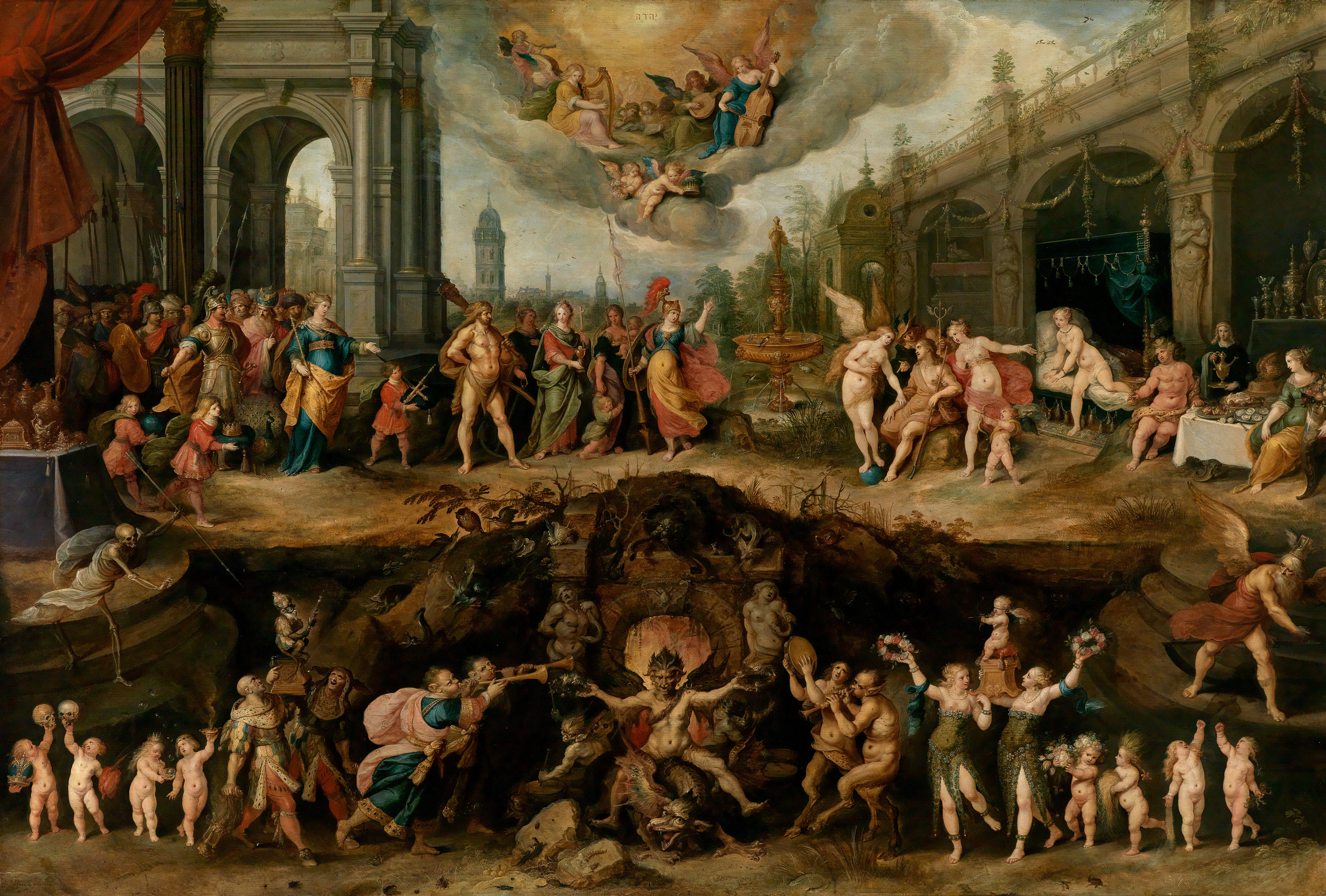
Вечная дилемма человечества – выбор между добродетелью и пороком. 1633. Дерево, масло. Музей изящных искусств, Бостон, Массачусетс, США
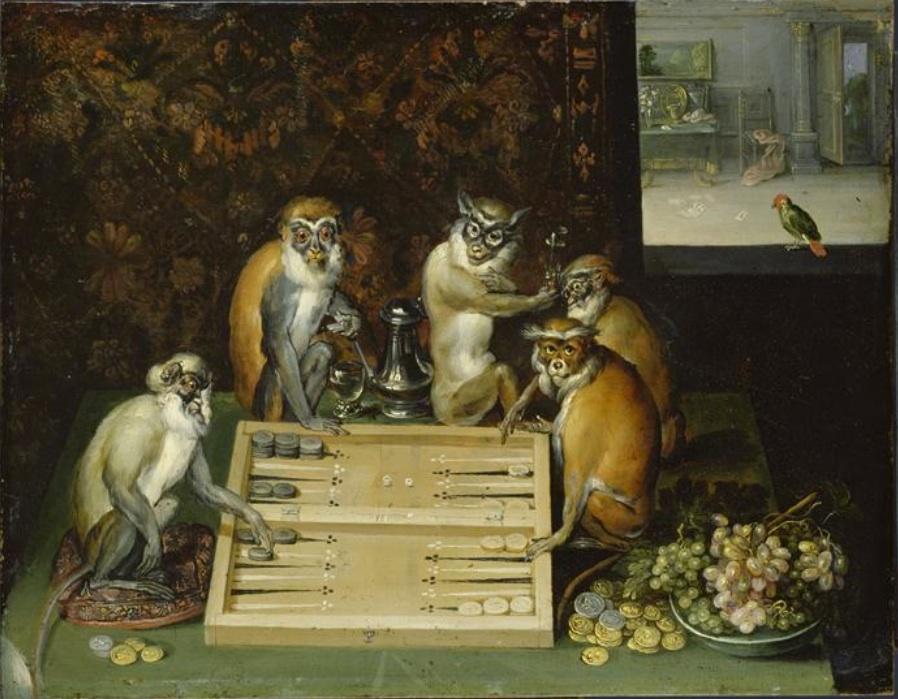
Обезьяны играют в нарды. Между 1599 и 1642. Медь, масло. Художественный музей, Шверин, Германия
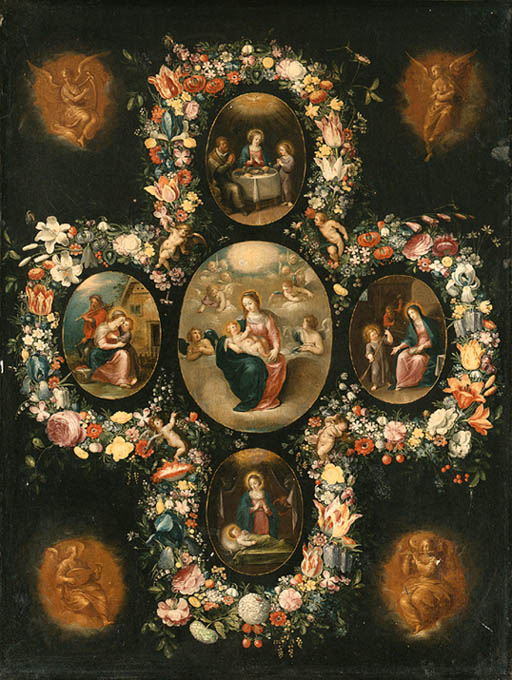
Дева Мария с Младенцем и сценами из жизни Христа. Между 1615 и 1630. Холст, масло. Частное собрание
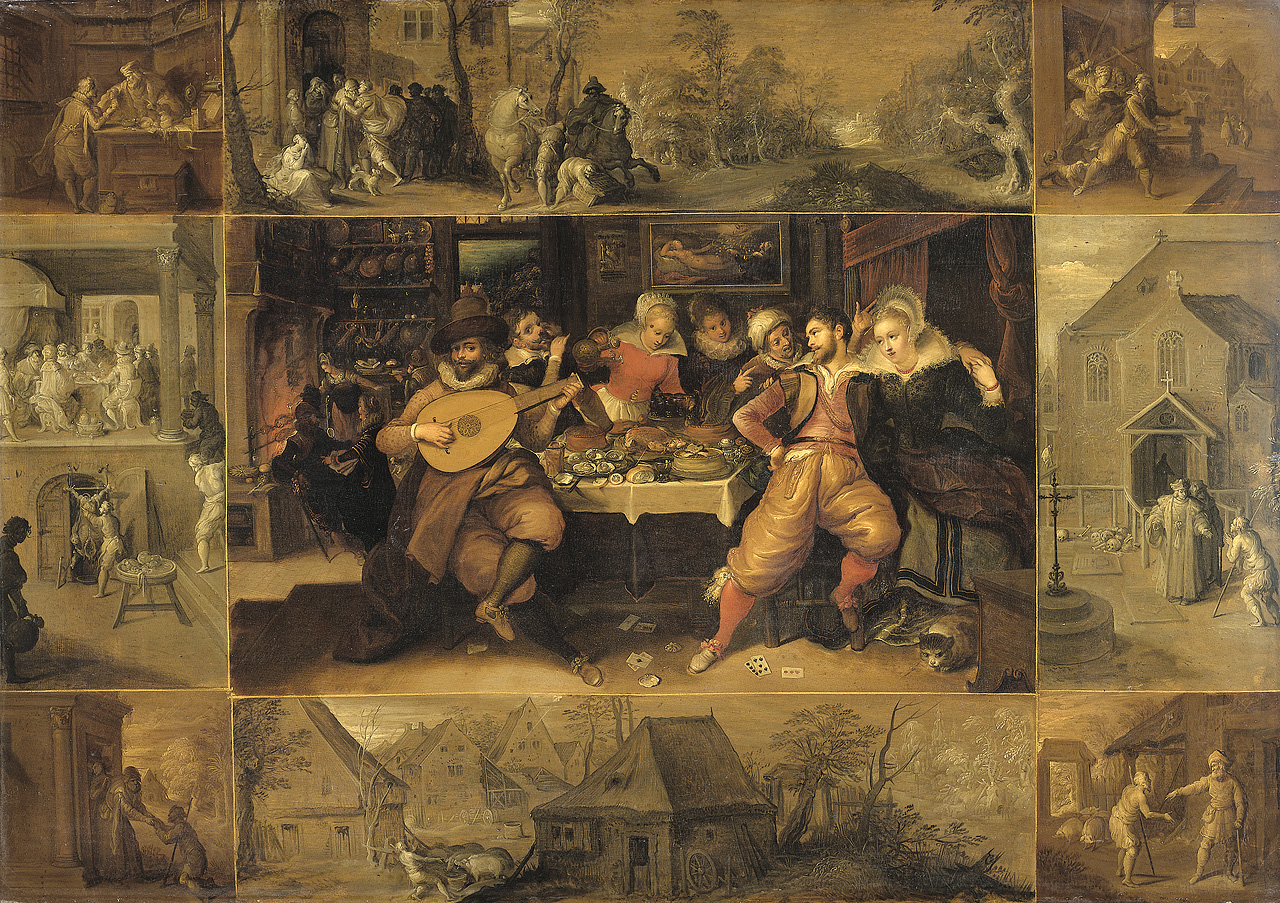
История блудного сына. Между 1600 и 1620. Дерево, масло. Рейксмюсеум, Амстердам
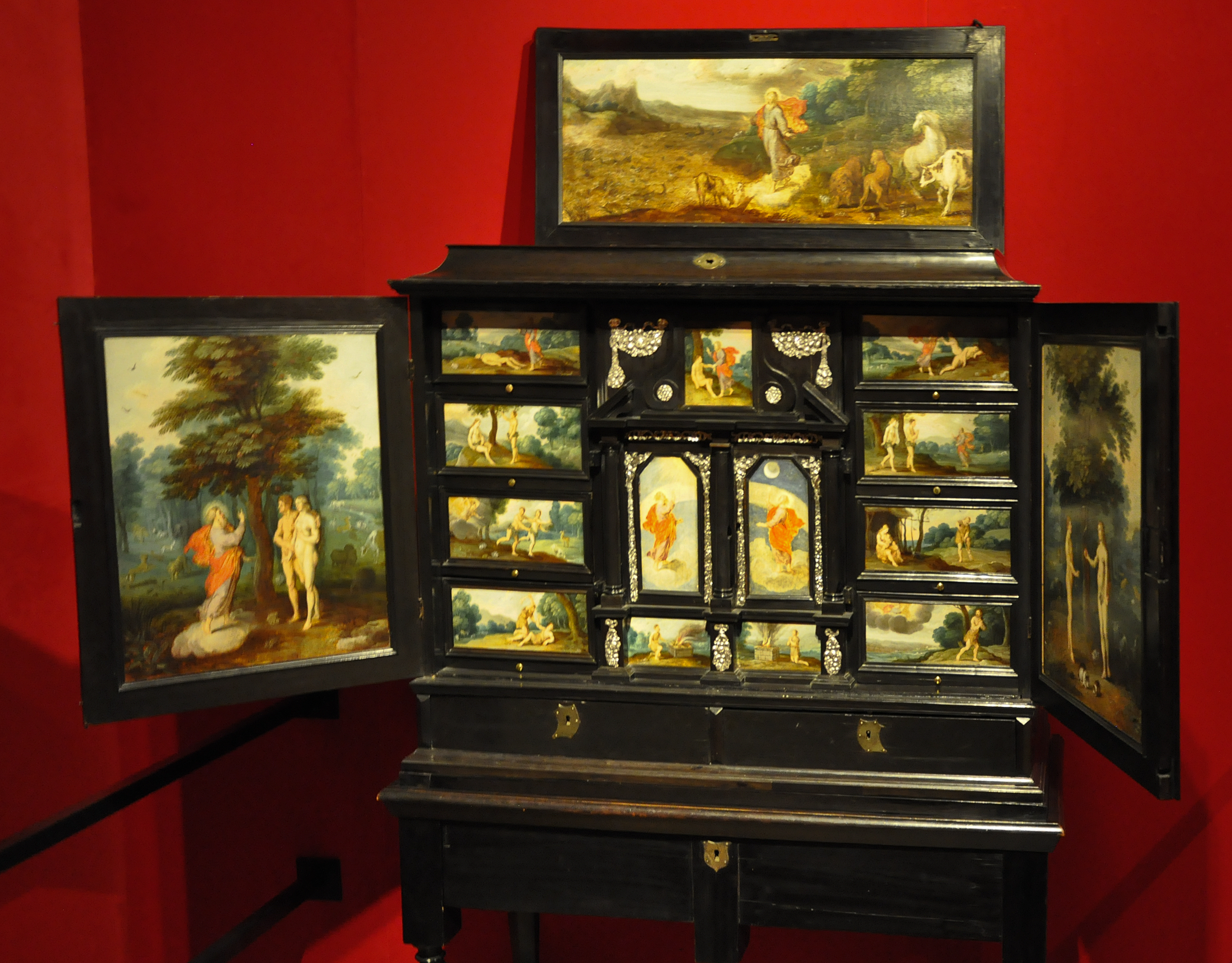
Кабинет с картинами. Музей «ан де Стром», Антверпен